# (4491) Otaru
(4491) Otaru est un astéroïde de la ceinture principale.

## Description
(4491) Otaru est un astéroïde de la ceinture principale. Il fut découvert le 7 septembre 1988 à Kitami par Kin Endate et Kazuro Watanabe. Il présente une orbite caractérisée par un demi-grand axe de 2,17 UA, une excentricité de 0,03 et une inclinaison de 3,7° par rapport à l'écliptique.

## Compléments